# アンブロージョ・ロレンツェッティ

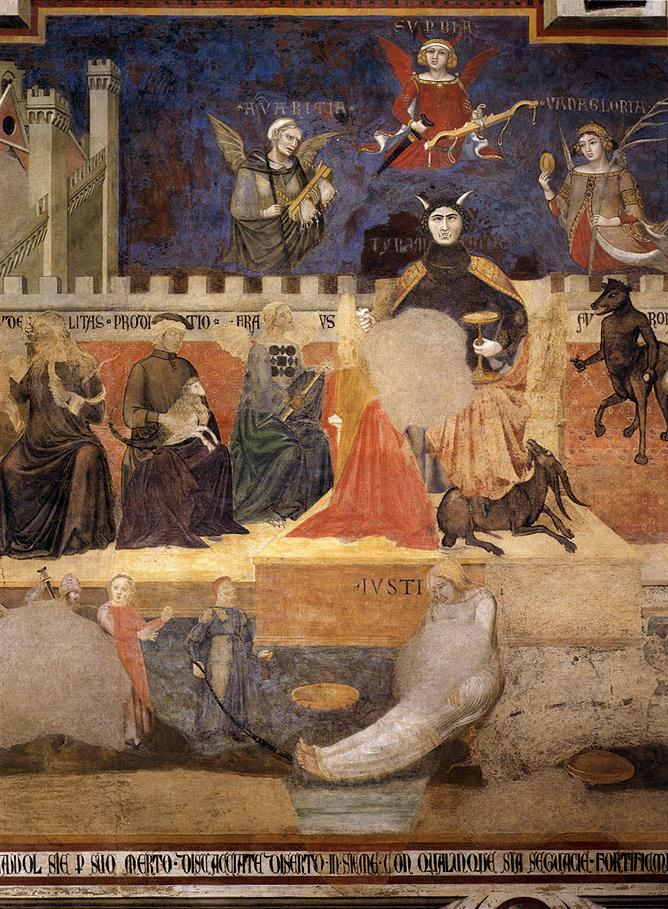
アンブロージョ・ロレンツェッティ《悪政の寓意》（部分）

アンブロージョ・ロレンツェッティ（Ambrogio LorenzettiまたはAmbruogio Laurati、シエナ、1290年頃 - シエナ、1348年6月9日）は、14世紀のシエナ派を代表するイタリアの画家。ピエトロ・ロレンツェッティの弟にあたり、1319年から1348年にかけて活躍した。寓意的要素と複雑な象徴の使用、人物像にみられる感情表現に際立った特徴がみられる。「アンブロージョ」は「アンブロージオ」とも表記する。

## 画業

### 最初期
サン・カシャーノ・イン・ヴァル・ディ・ペーザのサンタンジェロ・ディ・ヴィーコ・ラバーテ教会に由来する《ヴィーコ・ラバーテの聖母（イタリア語: Madonna di Vico l'Abate）》（サン・カシャーノ美術館蔵）には1319年という制作年と署名が入っていることから、アンブロージョ・ロレンツェッティに帰属可能な最初期の作品の一つと見做されている。この板絵作品はドゥッチョ・ディ・ブオニンセーニャによる《マエスタ》や《聖母子》のような先行作品と大変異なる様相を呈しているため、兄ピエトロやシモーネ・マルティーニとは異なり、アンブロージョはドゥッチョの工房ではなく別の工房で修業したという推測までなされている程である。フィレンツェから比較的近い村で本作品が制作されたこと、また少なくとも1332年までアンブロージョがフィレンツェおよびその近郊で目撃されたという証言が残っていることから、アンブロージョ・ロレンツェッティはシエナ出身でありながらも、画家ジョットや彫刻家アルノルフォ・ディ・カンビオの周辺で修業した可能性があると推測されている。
いずれにしても、ジョット自身やジョットの弟子たちの様式からは明らかに隔たっており、フィレンツェ絵画とも異なるアンブロージョ・ロレンツェッティの絵画には、画業初期から強い独自性が見られる。
上述の《聖母子》に描かれた人物像の容貌は甘美さに欠け、アルノルフォ・ディ・カンビオの彫刻を思わせるような彫塑性、強壮さに特徴づけられている。聖母像はビザンチン美術のように正面観で、13世紀後半の絵画作品を思わせる。聖母が羽織るマントにはほとんど衣文が表されず、ほぼ単色で描かれている。顔は明暗法で描かれ、玉座は幾何学模様の入った簡素な木製の椅子である一方で、建築は最小限に抑えられている。
これが恐らく若い画家にとっての限界であったが、その後目もくらむほど進展を見せることになる。
この最初期の板絵作品には既に並外れた点が見られ、これは美術史におけるアンブロージョの最大の貢献の一つを先駆ける特徴の一つとなる。即ち、人物像を自然主義的に表す点である。聖母の手は、幼子を取り囲むというよりも、むしろ支えている。聖母は右手を幼いキリストの右足を支えるべく傾けている。両手の指は平衡ではなく、子供をうまく支えるように動いている。特に右手の人差し指は自然な動きをしており、このようなジェスチャーは、本作に先行する作品には描かれたことがない。幼子は聖母を見つめており、手首と左足は実際に子供が足を蹴る動きを模している。

### フィレンツェ時代
ヴィーコ・ラバーテ教会の《聖母子》制作（1319年）から1332年までは、アンブロージョの画業のなかで最も不明瞭な時期である。この時期には、制作年代の入った作品も史料的裏付け可能な作品も見つかっていないためである。幾人かの研究者は、ミラノのブレラ美術館所蔵の《聖母》やメトロポリタン美術館の《ブルメンタルの聖母》、シエナのカルミネ教会に由来する《十字架磔刑》（シエナ国立美術館蔵）をこの時期に帰している。しかしながら、制作年に関して研究者の間で全く合意をえていない。
確かなことは、アンブロージョがこの時期主にフィレンツェで活動したという事である。フィレンツェ国立古文書館蔵のヌード・ディ・エルミリオについての画家アンブロージョの契約書によると、画家は医師薬剤師の同業者組合（ギルド）に所属している。さらにロレンツォ・ギベルティはフィレンツェのアウグスチノ修道院内にアンブロージョが恐らく1327年から1332年に描いたフレスコ画に言及している。
アンブロージョがこの時期フィレンツェに滞在したことを裏付けるより確かな証言は、フィレンツェのサン・プロコロ教会に由来するサン・プロコロの祭壇画（イタリア語: Trittico di San Procolo）である。今日、本作品に書かれていた画家の著名と制作年1332年を判読することはできないが、数世紀にわたり、多くの人物がこれを目にしたという証言が残っている。近年ウフィツィ美術館において再構成されたこの三幅対祭壇画には、聖母子と聖ニコラ（左）、聖プロコロ、三幅板絵の上部に位置する尖塔装飾には救世主キリスト（中央）、聖書記者ヨハネ（左）、洗礼者ヨハネ（右）が表されている。
ヴィーコ・ラバーテ教会の《聖母子》と比較するならば、アンブロージョは本作品において長足の進歩を遂げていることが見て取れる。人物像は彫塑性を増し、洗練されて、繊細な明暗技法が用いられ、豊かな装飾性も見られることから、本作品をもってジョット派の絵画様式に接近したと言えるだろう。人物像の姿勢にはいまだ堅固さが残っており、この点が30年代初めのジョットによる人物像やシモーネ・マルティーニ、リッポ・メンミによる人物像とは異なっている。
しかしながら、聖母と幼子の間に人間味ある触れあいを見出すことができる。本作品において、口を半空きにして大きく目を見開いて母親を見つめる幼子イエスの姿はまさしく新生児に典型的な表情である。マリアは幼子に穏やかな表情で応えており、右手の指を遊ばせている。聖母の左手は、ロレンツェッティ絵画に典型的な広げた手つきで描かれている。
今日ウフィツィ美術館に展示されている4枚の小板絵連作《聖ニコラウス伝》も同じくフィレンツェのサン・プロコロ教会に由来し、1332年頃に制作されたと考えられている。これらの板絵は、物語を絵画化する画家の才能と、不自然な表現を避けた建築描写における画家の能力を示している。例えば、《悪魔により絞殺された子供を再起させる聖ニコラウス》において、同じ子供が4度描かれている。階段下、建物1階部分のアーチの下、階段上部、建物2階部分では欄干の向こうに描かれている。
これらの板絵において、金箔はほとんど用いられていない。

### シエナ周辺領地（コンタード）への帰還
1335年頃、アンブロージョ・ロレンツェッティはシエナ周辺領地へと戻った。ウグルジェーリ・アッツォリーニは1649年にシエナのサンタ・マリア・デッラ・スカーラ病院のフレスコ画にアンブロージョ・ロレンツェッティとその兄ピエトロの署名と制作年（1335年）が記されているのを目撃したと語っている。これらのフレスコ画は今日消失している。ロレンツォ・ギベルティもまた、1336年頃に制作されたとみられるシエナのサン・フランチェスコ教会の開廊と参事会員室を飾っていたピエロとアンブロージョ兄弟のフレスコ画に言及している（今日一部しか残存していない）。シエナで制作されたフレスコ連作に兄ピエトロが共同制作していることは、既にシエナで認められていた兄ピエトロが介在したお陰で、アンブロージョも委嘱を獲得することができたのだろうと推測される。
アンブロージョは同じ時期に特にシエナのコンタードにおいて独立した画家として活動していたことが判明している。

### シエナへの完全帰還―善政と悪政の寓意とその効果
シエナのプブリコ宮殿（現シエナ市役所）の「九頭の間」（「平和の間」ともいう）のフレスコ壁画は、初期ルネサンスの世俗的絵画の傑作の一つである。「九頭」とは共和国を統治するギルドや豪商たちの寡頭政治会議のことである。ここに描かれているのは、まず《善政の寓意》という寓意的有徳者の大会議を描いたもの。他の向かい合った2つの壁には、《都市と田園における善政の効果》と《悪政の寓意、および都市と田園におけるその効果》がそれぞれ描かれている。保存状態の大変良い《都市と田園における善政の効果》には、平和な中世郊外と田園地方での生活が無数に表され、さながら絵で描いた百科事典のようである。良く絵を見ると、砂時計も描かれていて、それは砂時計の存在を示した最古の証拠でもある。
兄のピエトロ同様、アンブロージョもペストで死んだと信じられている。1348年のことである。ジョルジョ・ヴァザーリはその著書『画家・彫刻家・建築家列伝』の中に、アンブロージョ・ロレンツェッティの伝記も含めている。

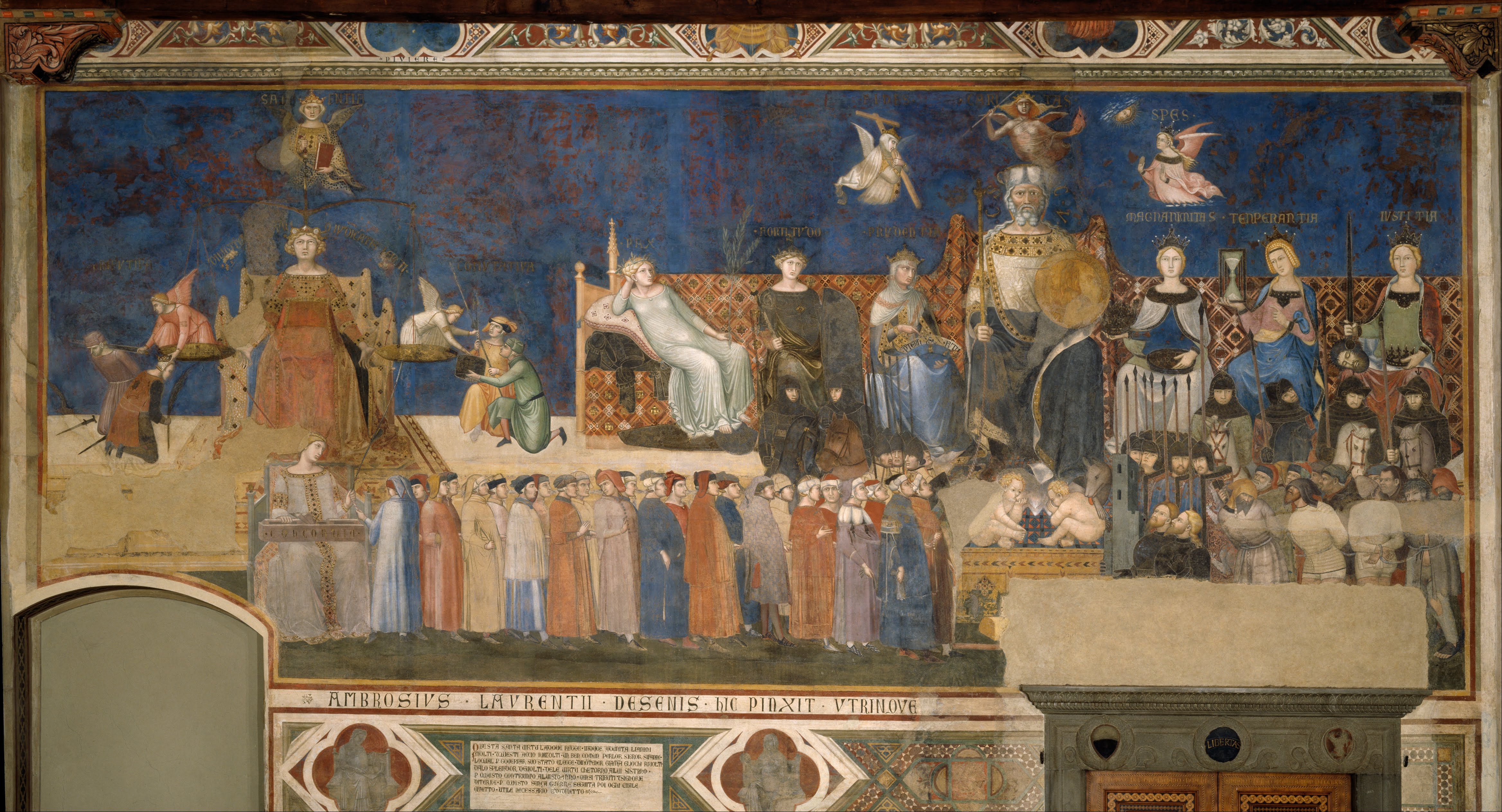
《善政の寓意》
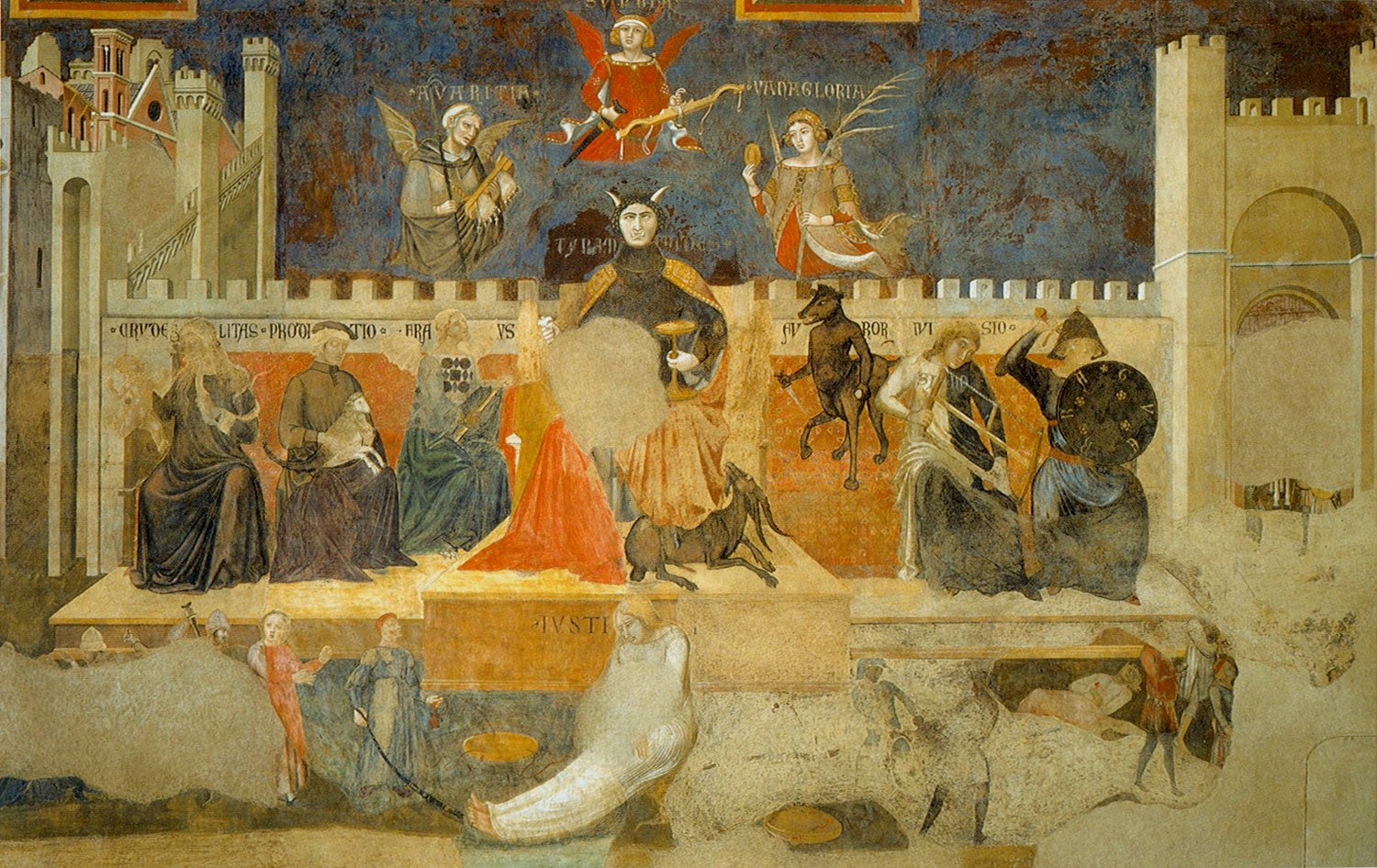
《悪政の寓意》
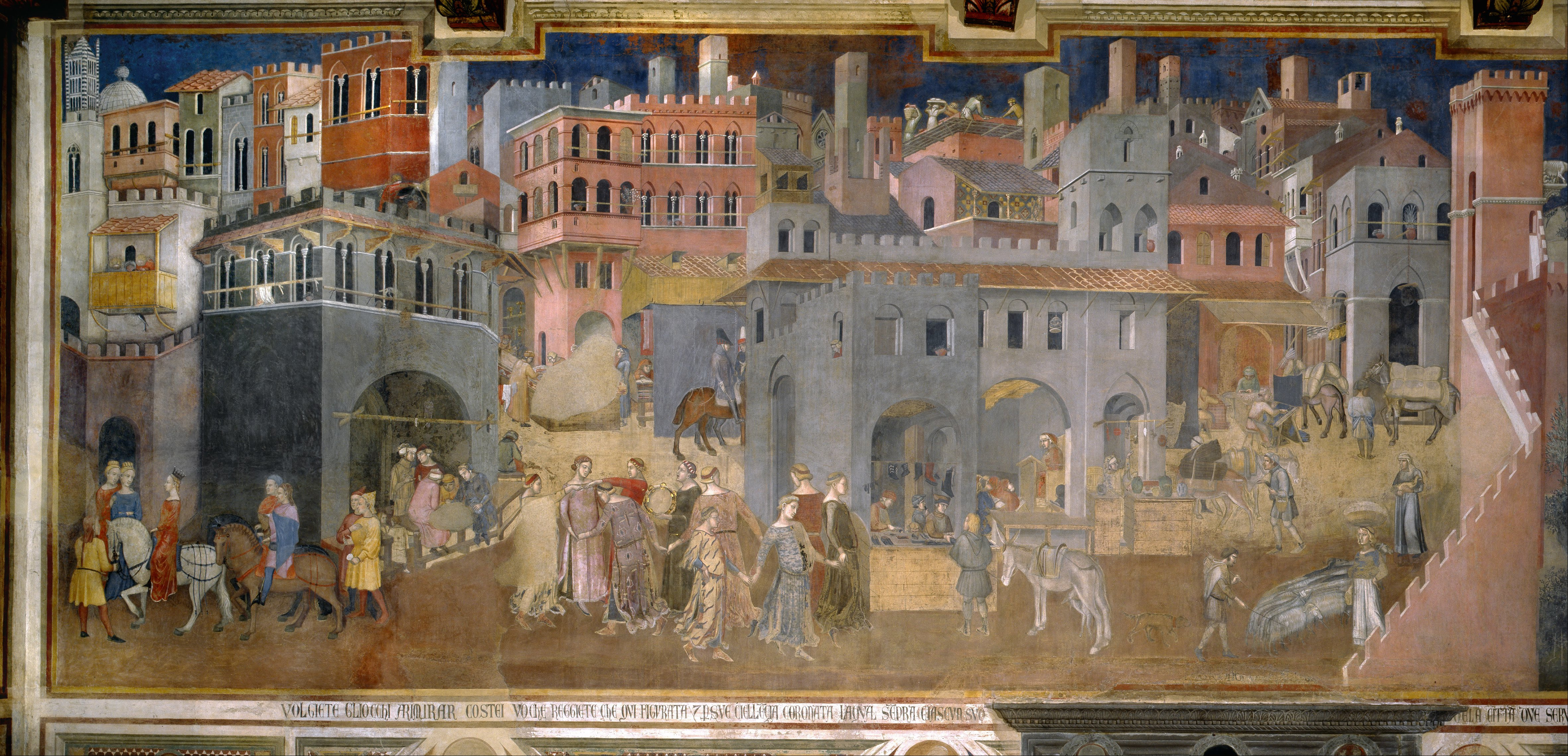
《都市と田園における善政の効果》
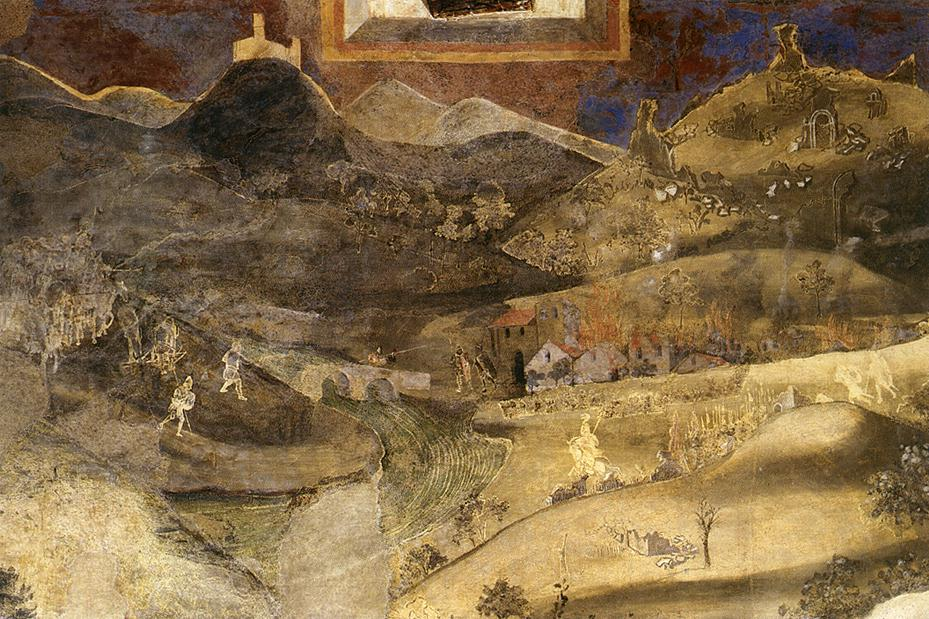
《都市と田園における悪政の効果》（部分）

## 主な作品
- 即位した聖母子（1319年）
- サン・プロコロ教会の祭壇画（1332年）
- 聖ニコラウスの物語 (1330-1335年ごろ)、ウフィツィ美術館（フィレンツェ）
- バリの聖ニコラウスの施し物 （1330年代）、ルーヴル美術館（パリ）
- トゥールーズの聖ルイの聖位授与（1329年）フレスコ画、サン・フランチェスコ教会
- ボンベイでのフランシスコ会士の殉教（1336年頃）フレスコ画、サン・フランチェスコ教会（シエナ）
- サンタ・ペトロニラ教会のアルターピース（1340年代）
- 神殿奉献（1342年）、ウフィツィ美術館（フィレンツェ）

## 画集文献
- 『ロレンツェッティ兄弟　シエナを飾る画家　イタリア・ルネサンスの巨匠たち6』　
キアーラ・フルゴーニ／谷古宇尚訳、東京書籍、1994年